# Liste der Naturdenkmale in Kettig
Die Liste der Naturdenkmale in Kettig nennt die im Gemeindegebiet von Kettig ausgewiesenen Naturdenkmale (Stand 2. Mai 2024).

## Naturdenkmale
| Nr.         | Bezeichnung     | Lage                                                     | Beschreibung  | Bild                                    |
| ----------- | --------------- | -------------------------------------------------------- | ------------- | --------------------------------------- |
| ND-7137-395 | Kreusemer Eiche | südlich des Ortes; Abteilung Auf dem Kreusemer Holz Lage | Quercus robur | Direkt Bild zu diesem Denkmal hochladen |

## Ehemalige Naturdenkmale
| Nr. | Bezeichnung       | Lage                                                          | Beschreibung                                                 | Bild                                    |
| --- | ----------------- | ------------------------------------------------------------- | ------------------------------------------------------------ | --------------------------------------- |
|     | Kastanienbaum     | Andernacher Straße, bei Nr. 2a (Kirche St. Bartholomäus) Lage | Aesculus hippocastanum; Rechtsverordnung aufgehoben          | Direkt Bild zu diesem Denkmal hochladen |
|     | Drei Akazienbäume | Andernacher Straße, bei Nr. 2a (Kirche St. Bartholomäus) Lage | Robinia pseudoacacia, drei Bäume;Rechtsverordnung aufgehoben | Direkt Bild zu diesem Denkmal hochladen |